# Alejandra Gavilanes
Alejandra Fabiana Gavilanes (Buenos Aires, Argentina; 23 de junio de 1964) es una actriz, cantante y animadora argentina.

## Carrera
De profesión maestra jardinera, Alejandra Gavilanes se inició en el teatro para niños junto al grupo "La Galera Encantada", dirigida por Héctor Presa.
En la pantalla chica comenzó en Cablín, pero se hizo reconocida mundialmente por ser la animadora del programa infantil La isla de los Wittys y El nuevo show de los Wittys con Alejandra que se emitió entre 1990 y 1991, respectivamente, por Canal 13 y llegó a producir cuatro discos bajo el sello PolyGram. Los Wittys fue una creación de Salvador Ottobre, Daniel Laje y Alejandro Caputto.
Fue junto a Flavia Palmiero, Caramelito Carrizo, Xuxa, Cristina Lemercier, Las trillizas de oro, La mellizas Serantes (Liliana y Noemí), María Eugenia Molinari y Reina Reech  los máximos exponentes infantiles de la década del '90.
Luego de su actividad como presentadora infantil se dedicó a las telenovelas como actriz dramática como en  Déjate querer (1993), Amigovios (1995), Gasoleros (1998) y Trillizos, dijo la partera (1999).

## Vida privada
Estuvo casada desde 1991 hasta 1997 con el actor y galán Jorge Martínez (actor) cuando este contaba con 43 años y ella con 26 luego de 6 meses de noviazgo.

## Televisión
- 1990: La isla de los Wittys
- 1991: El nuevo show de los Wittys con Alejandra
- 1993: Cuando calienta el sol, con Néstor Ibarra, Adriana Salgueiro, Pichuqui Mendizábal y Daniel Dátola.
- 1993: Déjate querer.
- 1993: Mi cuñado.
- 1995: Amigovios.
- 1997: Hombre de mar.
- 1998: Como vos & yo.
- 1998: Gasoleros.[3]
- 1999: Trillizos, dijo la partera.
- 2001: PH, propiedad horizontal.[4]
- 2002: Pone a Francella.
- 2018: Piriápolis siempre.
- 2018: Incorrectas.

## Teatro
- 1990/1991: La isla de los Wittys, junto con Fabián Pandolfi. Con dirección de Enrique Morales y coreografía de Roxana Aragón. Estrenados en el Teatro del Globo.
- 2001: Extraña pareja -Femenina-

## Temas de la Isla de los Wittys
- La isla de los Wittys
- Nene Witty
- Jugar es inventar
- Siempre estamos de fiesta
- Construyendo el parque
- Estoy en un cuento
- La familia de Papi Witty
- En la isla hay una selva
- Las estaciones de los Wittys
- Hay que ayudar a Medallón
- La Marcha Witty del Deporte
- Te saludo por Tv
- Quien me puede decir que es el amor
- Amistad Witty
- El buen camello lo llevará
- Los sonidos de la isla
- Ha llegado el día
- Será un gran parque
- Los colores de la isla
- Dónde esta Plucky
- La Witty orquesta
- Ser un Witty
- Cuando tenga el Medallón
- La princesa de las estrellas
- Preparando la aventura
- La Gula dieta
- El villancico de los Wittys
- El dragón Felipe

## Discografía
- 1990: "Los Wittys" - PolyGram
- 1990: "Los Wittys con Alejandra" - PolyGram
- 1991: "El Nuevo Show de Los Wittys con Alejandra" - PolyGram
- 1991: "Los Wittys con Alejandra - Lo mejor de teatro y televisión" - PolyGram